# Brzyszczki (gromada)
Brzyszczki – dawna gromada, czyli najmniejsza jednostka podziału terytorialnego Polskiej Rzeczypospolitej Ludowej w latach 1954–1972.
Gromady, z gromadzkimi radami narodowymi (GRN) jako organami władzy najniższego stopnia na wsi, funkcjonowały od reformy reorganizującej administrację wiejską przeprowadzonej jesienią 1954 do momentu ich zniesienia z dniem 1 stycznia 1973, tym samym wypierając organizację gminną w latach 1954–1972.
Gromadę Brzyszczki z siedzibą GRN w Brzyszczkach (obecnie w granicach Jasła) utworzono – jako jedną z 8759 gromad na obszarze Polski – w powiecie jasielskim w woj. rzeszowskim na mocy uchwały nr 22/54 WRN w Rzeszowie z dnia 5 października 1954. W skład jednostki weszły obszary dotychczasowych gromad Brzyszczki, Warzyce, Gorajowice, Hankówka i Kowalowy ze zniesionej gminy Jasło w tymże powiecie. Dla gromady ustalono 27 członków gromadzkiej rady narodowej.
31 grudnia 1961 z gromady Brzyszczki wyłączono: a) część wsi Gorajowice o pow. ok. 190 ha; b) część wsi Brzyszczki o pow. ok. 48 ha; oraz c) część wsi Hankówka o pow. ok. 3 ha, włączając je do miasta  Jasła w tymże powiecie.
Gromada przetrwała do końca 1972 roku, czyli do kolejnej reformy gminnej.